# ديفيد ووثرسبون
ديفيد ووثرسبون (بالإنجليزية: David Wotherspoon)‏ (16 يناير 1990 ببيرث في المملكة المتحدة - ) هو لاعب كرة قدم بريطاني في مركز الوسط. شارك مع منتخب اسكتلندا تحت 19 سنة لكرة القدم ومنتخب اسكتلندا تحت 21 سنة لكرة القدم ومنتخب كندا لكرة القدم. أما مع النوادي، فقد لعب مع سانت جونستون ونادي سلتيك ونادي هيبرنيان.

## وصلات خارجية
- ديفيد ووثرسبون على موقع الاتحاد الإسكتلندي (الإنجليزية)
- ديفيد ووثرسبون على موقع قاعدة بيانات كرة القدم.إي يو (الإنجليزية)
- ديفيد ووثرسبون على موقع ناشيونال فوتبول تيمز (الإنجليزية)
- ديفيد ووثرسبون على موقع Soccerbase.com (لاعب) (الإنجليزية)
- ديفيد ووثرسبون على موقع Soccerway.com (الإنجليزية)
- ديفيد ووثرسبون على موقع عالم كرة القدم.نت (الإنجليزية)